# Temple d'Isis de Rome
Pour les articles homonymes, voir Liste des temples d'Isis.
Le temple d'Isis ou Iséum, en latin Iseum, est un ancien sanctuaire, aujourd'hui disparu, dédié à la déesse égyptienne Isis, situé au Champ de Mars, à Rome, entre les Saepta Julia et le temple de Minerve (en). 
Ses entrées ou sa cour intérieure étaient ornées d'obélisques de petite taille, en granite rouge ou rose de Syène (Assouan), importés au Ier siècle et réunis par paires. Un grand nombre d'entre eux ont été retrouvés, brisés et parfois très incomplets, près de la basilique de la Minerve.

## Historique

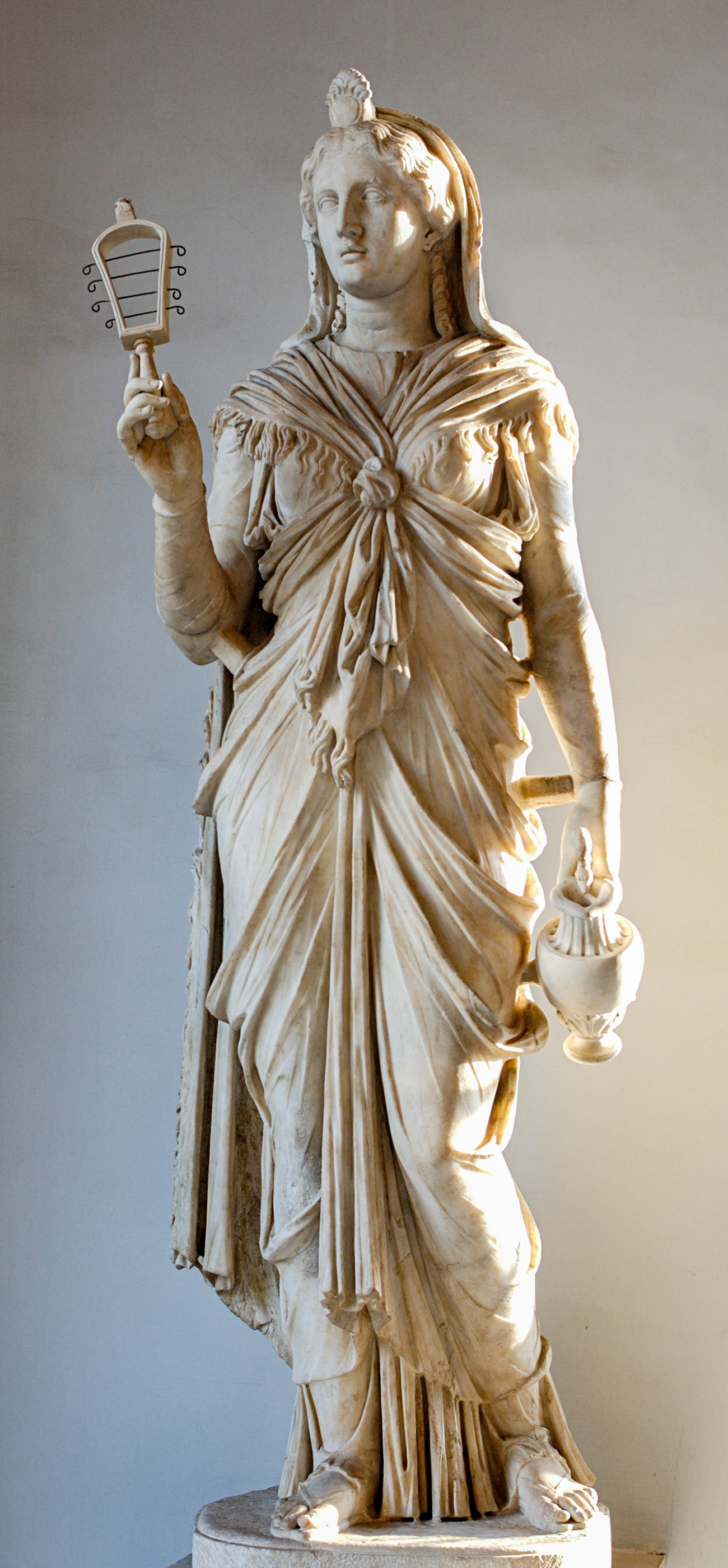
Statue d'Isis, villa d'Hadrien.

L'influence du culte d'Isis se fait sentir dans l'Empire romain à la fin du IIe siècle avant notre ère. 
En -43, le second triumvirat fait construire un temple à Isis sur le Champ de Mars à Rome. Il fut plusieurs fois détruit, par Tibère par exemple, qui rasa l'Iséum en 19 ap. J.C et fit jeter la statue de la déesse dans le Tibre.
En 38, Caligula autorise le culte et fait construire un nouvel Iséum au Champ de Mars. Celui-ci est édifié sur le modèle d'un temple classique : il comporte un sanctuaire extérieur au sud, puis vient le temple lui-même, rectangulaire avec un dromos au centre qui mène vers l'Iséum, celui-ci abritant sans doute une statue de la divinité. Il mesurait environ 100 m de longueur et 60 m de largeur[réf. souhaitée].
La Pigne, sculpture en bronze d'une pomme de pin, jouait probablement un rôle décoratif dans le temple d'Isis, où elle devait faire partie d'une fontaine lançant de l'eau depuis le sommet.

## Localisation du temple
L'Iséum et le Sérapéum voisin apparaissent très liés. Le bâtiment en hémicycle, sous l'abside de la basilique de la Minerve, offrait une façade principale tournée vers le nord, au niveau de l'actuelle via del Seminario. Il est possible de l'identifier comme l'Iséum proprement dit. 
Selon une autre hypothèse, le  bâtiment en hémicycle pourrait être le Sérapéum. Dans ce cas, le bâtiment rectangulaire qui le prolonge vers le nord peut être identifié à l'Iséum : Gilles Chaillet, dans sa grande reconstitution en dessin oblique de la Rome impériale, place ainsi un bassin dans la cour du bâtiment long, et les obélisques alignés en deux rangées de part et d'autre du bassin.
Quoi qu'il en soit, en l'absence de fouilles scientifiques récentes, il est difficile d'imaginer comment une telle profusion d'obélisques (on en connaît au moins dix) a pu trouver place dans un espace aussi restreint.

## Les obélisques du temple d'Isis

### Obélisque du Panthéon

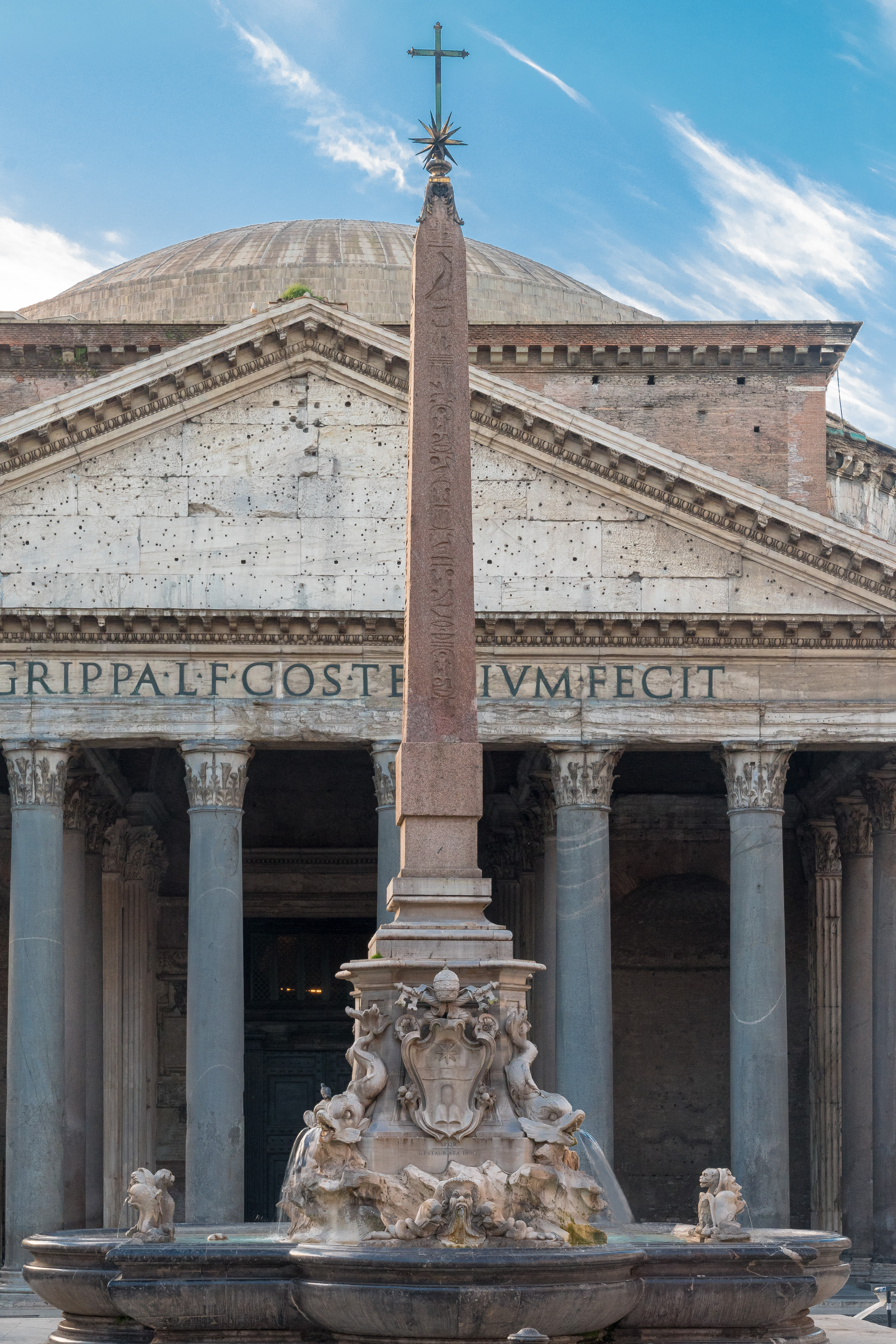
Obélisque du Panthéon.

L'obélisque de Ramsès II, issu du temple de Rê à Héliopolis, couvert de hiéroglyphes et mesurant six mètres, fut probablement transporté à Rome sous Domitien.
Trouvé devant San Macuto au XVIe siècle il est érigé en 1711 par le pape Clément XI sur la fontaine du Panthéon.

### Obélisque de la villa Celimontana
Cet obélisque, dont seule la pointe est antique, est considéré comme le jumeau de l'obélisque du Panthéon. Il porte des inscriptions en hiéroglyphes, avec le cartouche de Ramsès II. Il a probablement été transporté à Rome sous Domitien, en même temps que d'autres, comme celui des Thermes (dit de Dogali), ou celui de la piazza della Minerva, pour orner les propylées des temples d'Isis et de Sarapis, au Champ de Mars. Au Moyen Âge, cependant, il se trouvait sur le Capitole.

### Obélisque de la piazza della Minerva

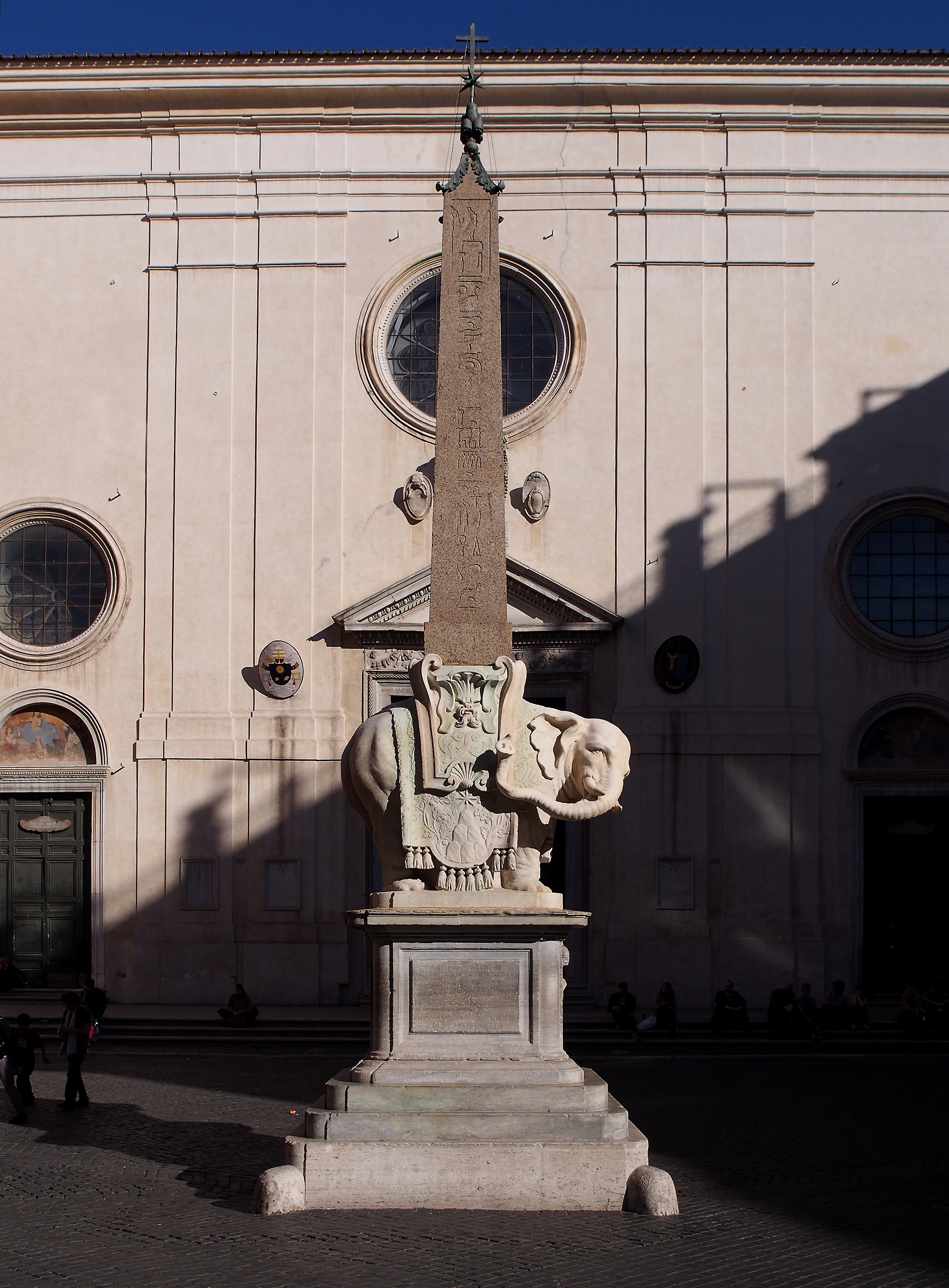
Obélisque de la piazza della Minerva.

C'est l'obélisque du roi Apriès, (VIe siècle av. n. è.) à Saïs, portant une inscription en hiéroglyphes (quatre lignes seulement).
Trouvé en 1665 à proximité du temple d'Isis (mais le lieu exact est inconnu), il est érigé en 1667 sous le pontificat d'Alexandre VII sur l'éléphant du Bernin, piazza della Minerva.

### Obélisque du monument de Dogali
Ce petit obélisque porte une inscription hiéroglyphique indiquant qu'il provient d'Héliopolis, avec le cartouche de Ramsès II. Il est considéré comme le survivant d'une paire semblable à celle formée par les obélisques du Panthéon et de la villa Celimontana. Il fut trouvé sous l'abside de la basilique de la Minerve en 1883, puis érigé en 1887, par le roi Humbert Ier, sur le monument aux morts de Dogali, viale delle Terme. Il mesure six mètres de haut (9,25 m avec le monument qui sert de piédestal).

### Obélisque de la piazza Navona

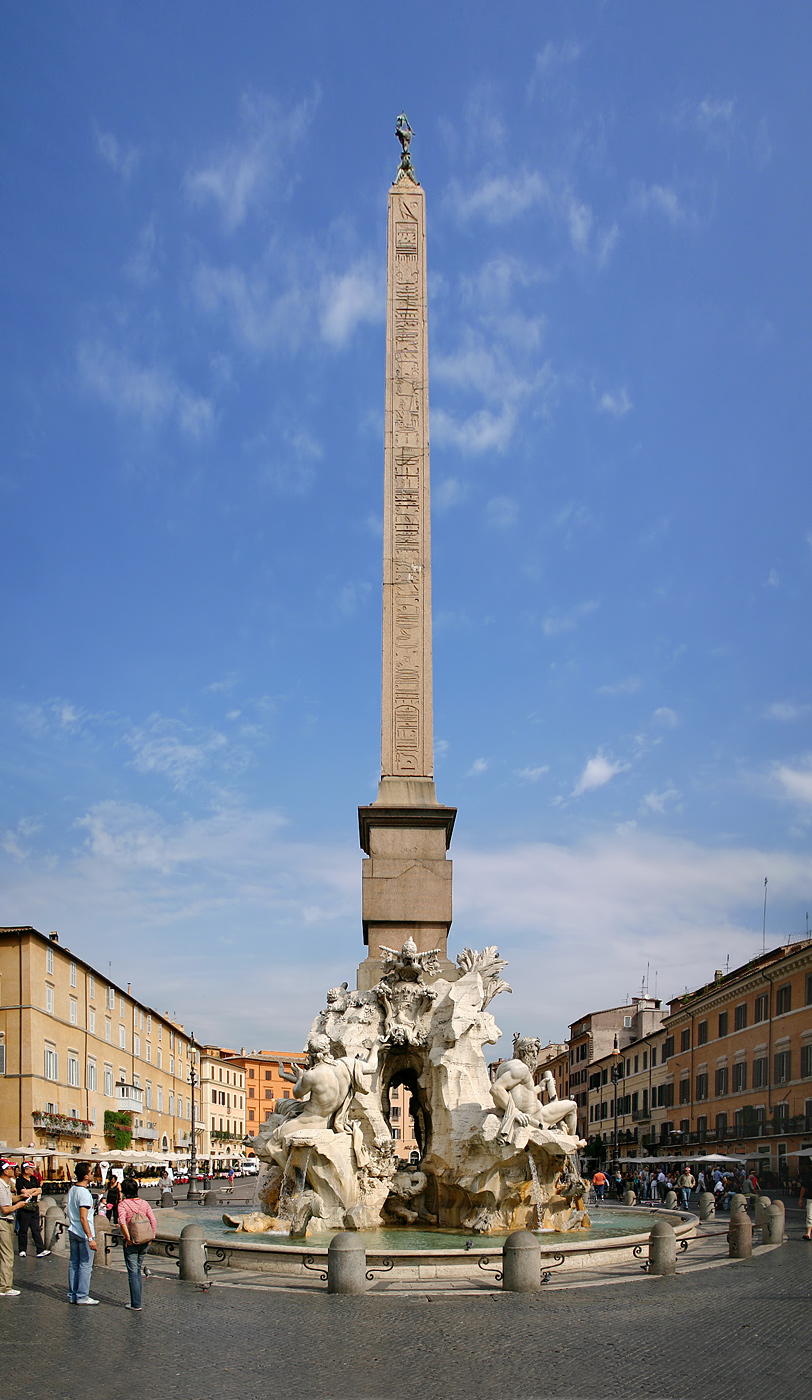
Obélisque de la piazza Navona.

Cet obélisque de taille moyenne, importé d'Égypte par Domitien, porte des inscriptions en hiéroglyphes gravées à Rome, faisant allusion aux réparations du temple d'Isis. Il fut d'abord érigé entre les temples d'Isis et de Sarapis au Champ de Mars, puis transporté sur la spina du Cirque de Maxence, entre 306 et 312.
Trouvé sur le cirque de Maxence, via Appia, il est érigé en 1651 par Innocent X sur la fontaine des Quatre-Fleuves, du Bernin, piazza Navona. Sa hauteur est de 16,50 m.

### Obélisque du jardin de Boboli à Florence

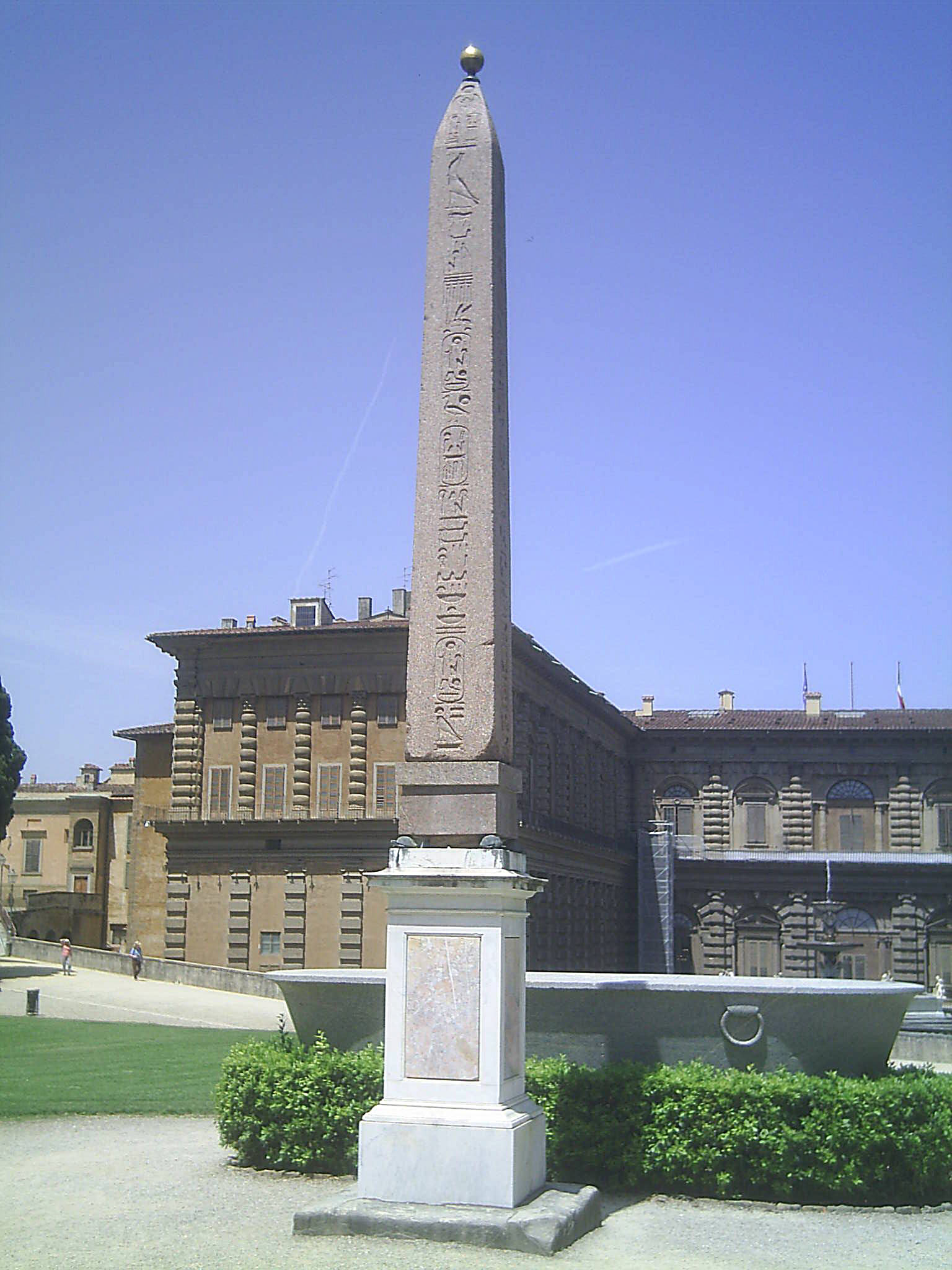
L'obélisque de Florence.

Cet obélisque de Ramsès II, provenant d'Héliopolis, porte des inscriptions en hiéroglyphes, presque identiques à celle de l'obélisque du Panthéon. Sa hauteur est de 6,34 mètres. 
Il a été trouvé devant la basilique de la Minerve en ?, puis installé dans les jardins de la villa Médicis, sur le Pincio, jusqu'en 1787. Il fut enfin transporté à Florence, où il a été érigé en 1790 dans le jardin de Boboli. Une copie fut alors installée à la villa Médicis.

### Obélisque d'Urbino

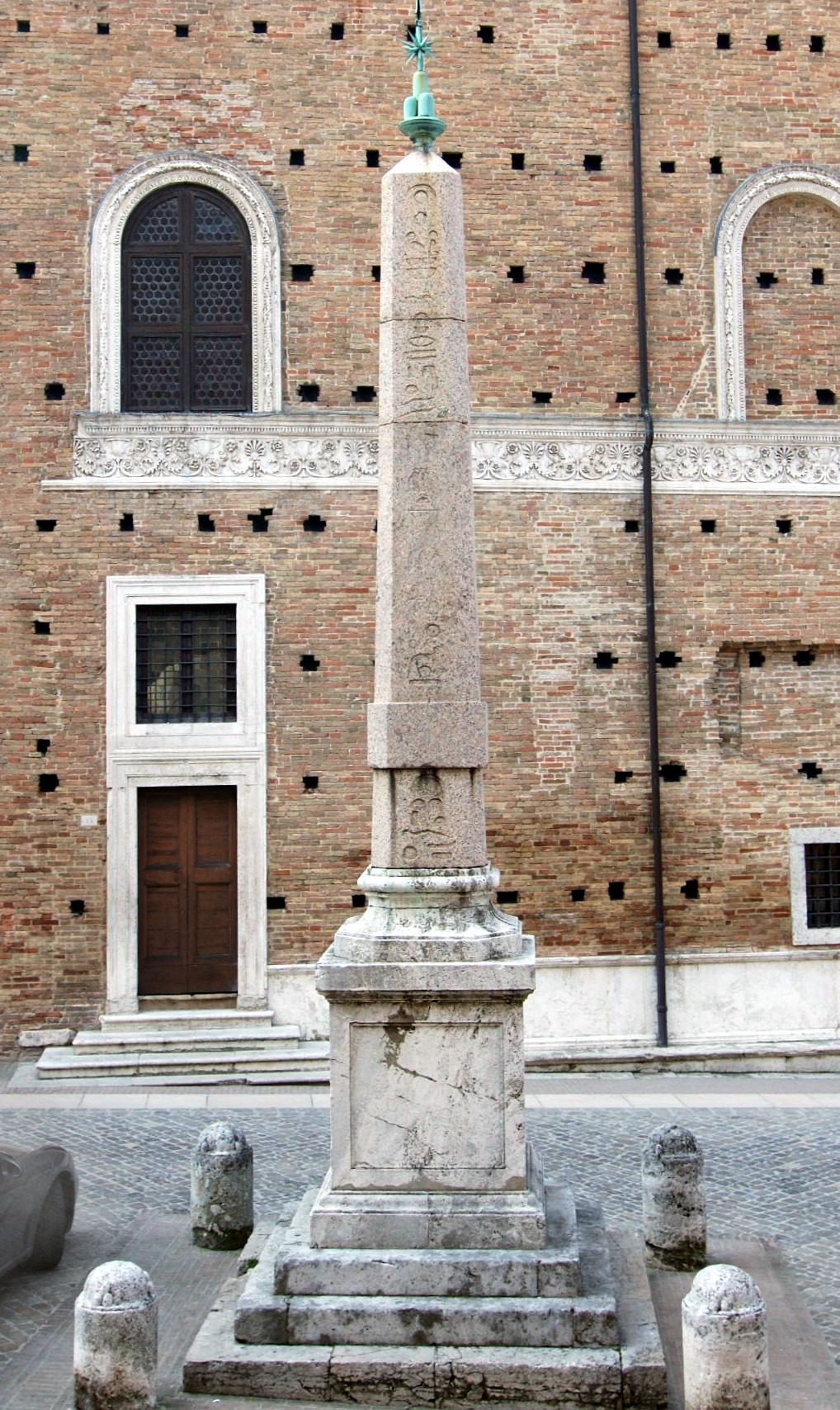
L'obélisque d'Urbino.

Deux obélisques du roi Apriès, (VIe siècle av. n. è.), de (Sais ?), de mêmes dimensions, portaient les mêmes inscriptions en hiéroglyphes. Il a donc été possible de réunir quatre fragments des deux obélisques, même ne se raccordant pas tout à fait, pour en former un seul, érigé en 1737 par le cardinal Albani devant le palais ducal et/ou l'église San Domenico à Urbino. Le résultat de ce sauvetage est plaisant et harmonieux,.

### Obélisque de Saint-Louis-des-Français
Un autre obélisque est enseveli près de l'église Saint-Louis-des-Français : il n'a jamais été fouillé, on ne peut donc rien en dire de plus.

### Obélisque de Munich

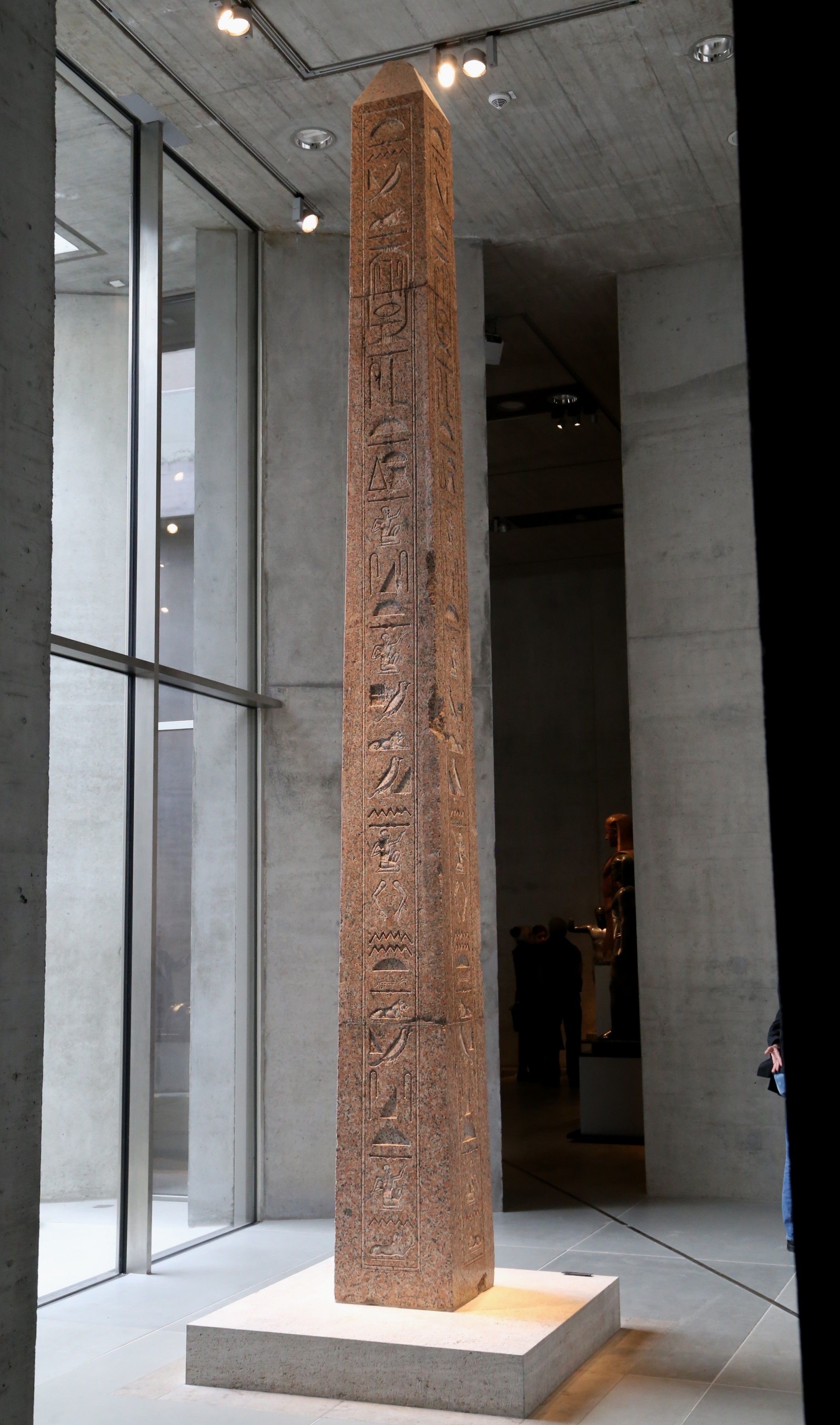
L'obélisque de Munich.

Un autre obélisque de l'Iséum est signalé au Palazzo Cavalieri-Maffei, Piazza Branca (auj. Piazza Cairoli), ensuite à la villa Albani, puis, semble-t-il, rapporté à Paris par Napoléon, enfin restauré et envoyé à la glyptothèque de Munich. Constitué de trois fragments, il est exposé au Staatliches Museum Ägyptischer Kunst (Musée national d'Art égyptien).